# Pteryngium crenatum
Pteryngium crenatum is een keversoort uit de familie harige schimmelkevers (Cryptophagidae). De wetenschappelijke naam van de soort werd in 1798 gepubliceerd door Johann Christian Fabricius.